# 坎帕尼亚诺堡
坎帕尼亚诺堡（義大利語：Castel Campagnano）是意大利卡塞塔省的一个市镇。总面积17平方公里，人口1639人，人口密度96.4人/平方公里（2009年）。ISTAT代码为061023。